# اروه گگان
هروه گوگان (انگلیسی: Hervé Guégan؛ زادهٔ ۲۶ ژوئن ۱۹۶۳) بازیکن فوتبال اهل فرانسه است که در پست هافبک بازی می‌کرد.
از باشگاه‌هایی که در آن بازی کرده‌است می‌توان به باشگاه فوتبال گنگام، باشگاه فوتبال لوریان، باشگاه فوتبال استاد برستوا ۲۹، و باشگاه فوتبال آنژه اشاره کرد.